# Новий український театр
Центр мистецтв «Новий український театр» — незалежний київський театр, створений 1998 року. З моменту заснування й дотепер театр очолює директор-художній керівник Віталій Кіно. Складовими Центру мистецтв є «Театр на Михайлівській», «Театр на Троєщині» та Театр для дітей «Сонечко», дитяча театральна студія «Мої Сонечка» й студія для дорослих «Акторська майстерня Віталія Кіно». 30 жовтня 2023 року театр відмітив 25-річний ювілей відкриттям «Театру на Троєщині».

## Структура
Основні структурні підрозділи «Нового українського театру»:
- Театр на Михайлівській
- Театр на Троєщині
- Театр «Сонечко»
- «Акторська майстерня Віталія Кіно»
- Театральна студія «Мої Сонечка»
- Театральний фестиваль «Нова п’єса»
- Театральний фестиваль дитячих студій «Чудасія»
- Табір для дітей «Театр плюс Кіно»
- Сімейний театральний клуб «В гостях у Сонечка»

## Історія

### Перші кроки
Засновником Центру мистецтв «Новий український театр», одного з перших недержавних театрів України, є Віталій Кіно, випускник режисерської школи Едуарда Митницького, разом із командою однодумців – молодими митцями, які на той час розпочинали свою творчу кар’єру: художник-сценограф Анастасія Кононенко (учениця Данила Лідера), композитор та піаніст Марія Портникова (учениця Олени Вериківської), театрознавець Олександр Гайдук (учень Валентини Заболотної та Ганни Липківської), актриса Марія Шрайбман (учениця Юлії Ткаченко) та інші. Організаційні збори відбулися 10 березня 1998 року, під час яких й було ухвалено рішення про відкрити ЦМ «НУТ», розроблено план роботи на рік з підготовки до держреєстрації та репертуару та затверджені дві п’єси, над якими мала розпочатися робота. Обрали «Чарівний острів» Сесіль Тейлор та «Склянку води» Ежена Скріба. Прем’єру вистави «Подорож на чарівний острів» зіграли вже 1 червня цього ж року на сцені навчального театру Національного університету театру, кіно і телебачення ім. Івана Карпенка-Карого. Постановку здійснив Віталій Кіно, художницею виступила Анастасія Кононенко, діяли у виставі Максим Максимюк, Марія Прусс, Віталій Трушин, Тетяна Лозіна, Віталій Кіно та інші. Робота стала першою виставою ще не названого тоді підрозділу театру для дітей (станом на 2023 рік вистава продовжує бути в репертуарі театру), та першою гастрольною виставою колективу – з 1 по 10 жовтня 1998 року «Подорож на чарівний острів» проїхав з показами містами Запорізької області, під час яких було організовано конкурс серед глядачів на найкращу назву та найкращий логотип. Перемогу здобув хлопчик з міста Дніпрорудне, який зобразив крокуючого жука Сонечка. Відтоді підрозділ отримав назву «Сонечко», а відцифрований та відредагований малюнок став його логотипом.
Офіційна реєстрація Товариства з обмеженою відповідальністю «Центр мистецтв „Новий український театр“» пройшла 30 жовтня 1998 року у Дніпровській районній державній адміністрації міста Києва. Директором обрано Віталія Кіно.
Першу виставу Нового українського театру зіграли 12 грудня 1998 року на сцені Київського академічного театру драми і комедії на лівому березі Дніпра та у копродукції з ним. Вистава «Європа може зачекати» за п'єсою «Склянку води» Ежена Скріба поставив Віталій Кіно. Художницею виступила Анастасія Кононенко, балетмейстером – Лев Сомов. Жанром вистави визначили «пустощі придворних дам з балетними екзерцисами, па де труа, адажіо, па де де і начебто фуета». У постановці були задіяні актори Неоніла Білецька, Володимир Горянський, Віталій Лінецький, Світлана Орліченко, Лариса Смушкова, Юлія Волчкова,  Марія Шрайбман, Володимир Цивінський, Лев Сомов, Андрій Самінін, Костянтин Костишин. Критика сприйняла виставу діаметрально протилежно: культурний оглядач Олег Вергеліс свою рецензію назвав «Куди приїхав цирк?» та констатував, що «Кольорова вистава. Але яскравою вона від того на стає»; театральна критикеса Людмила Олтаржевська натомість відмічала, що «у сценічній версії Віталія Кіно вистачало всього – і сатири, і елементів політичного памфлету, і навіть „трансфестит-шоу“». При цьому вистава йшла кілька сезонів із незмінними глядацькими аншлагами.
Однією з ініціатив «Нового українського театру» стали видавничі проекти — започаткування та видання газети «Антракт» та серія буклетів «Акторські портрети». Перше число «єдиної в Україні газета про театр» вийшо друком 27 березня 1999 року, до Всесвітнього дня театру.

### Приміщення на Михайлівській
Десять років театр працював на різних майданчиках, не маючи власної сцени. Реорганізація установи відбулася 11 серпня 2008-го. Дарницька районна у місті Києві державна адміністрація зареєструвала Приватне підприємство «Центр мистецтв «Новий український театр», директором-художнім керівником якої став Віталій Кіно).
Новий етап приходиться на 2009 рік: Віталій Кіно випустив власний акторський курс у Київському коледжі театру й кіно, та «Новий український театр» відкрив власну сцену у будинку XIX сторіччя по вулиці Михайлівській, 24-Ж в Києві. Приміщення в історичній частині міста на той момент був покинутим, в ньому жили безхатченки, нерідко виникали пожежі. Театр почав з оренди площі на першому поверсі, своїм коштом зробили ремонт. Згодом додали кілька сусідніх покинутих кімнат.
Дипломні вистави, адаптовані під нову сцену, й склали перший репертуар оновленого театру. Відкриття простору відбулося 19 грудня 2009 року прем’єрою вистави «Безталанна» за п’єсою Івана Карпенка-Карого, яку зіграли Єгор Снігір, Ольга Білоног, Аліса Гур’єва, Поліна Кіно, Олексій Грудій та інші. Вистава стала «програмною» для «Нового українського театру», в ній впевнено було сформульовано естетичні та філософські погляди творчого колективу, його мистецький напрямок та бачення сучасного українського театру. З цього моменту веде свій лік Театр на Михайлівській.
В репертуарі надалі з'являлися прем'єри за творами Вільяма Шекспіра, Панас Мирного, Стефан Цвейга, Антона Чехова, Кропивницького, Теннессі Вільямса, Жана Кокто. При цьому на «оживленні» класики театр не зупинявся. До постановки бралися багато нових творів, зокрема п'єси сучасних драматургів: Наталки Уварової, Романа Горбика, Миколи Халєзіна, Віктора Рибачука, Ольги Звєрліної, Біляни Срблянович, Марини Смілянець. Інсценізації творів Тані Малярчук та Тетяни Макарової були поставлені вперше в Україні саме на сцені Нового українського театру[джерело?].
Сцена «Нового українського театру» приймала й молодих режисерів. В театрі дебютували Олександра Правосуд, Ілля Рибалко, Марія Грунічева, Поліна Кіно та інші режисери-початківці. У виставах театру реалізували свої творчі задуми театральний балетмейстер Світлана Архипова, композитор Ілля Рибалко, художник по костюмам Юлія Кіно. Але найголовнішою «цінністю» Нового українського театру є актори, переважною більшістю яких є випускники акторської майстерні Віталія Кіно. Провідні актори театру: Поліна Кіно, Данііл Кіно, Владислав Сведенюк, Наталя Заруцька, Олексій Грудій, Аліса Гур'єва, Єгор Снігір, Олег Щербина, Ольга Білоног, Олексій Власенко, Ілля Рибалко та інші дебютували на сцені «Нового українського театру».

### Приміщення на Троєщині
Ще одним майданчиком в структурі Центру мистецтв став мистецький простір на лівому березі Києва. Відкрився «Театр на Троєщині» 16 вересня 2023 року по вул. Градинській, 5 інтерактивною виставою для дітей «Карлсон шукає друга» та авантюрною комедією «Еклери на мільйон». Авторство логотипу – головної художниці театру Анастасії Кононенко. В ньому обіграно театральні маски трагедії та комедії, та третьоїмаски, яка ще не визначилася з настроєм. У логотип закладено символ театру як дому та як родини театрів Центру мистецтв.

### Цінності
Центр мистецтв «Новий український театр» з перших днів свого існування позиціювався як театр для всієї родини, працює в ніші «сімейного відпочинку». Серед проектів Центру наявні: родинне свято «День народження в театрі» (під час якого гості можуть спробувати себе як акторів, взявши участь у інтерактивних виставах); студії з акторської майстерності для дітей та дорослих, де можна отримати початкові акторські навички; щорічний фестиваль театральних студій «Чудасія»; літній табір театру і кіно, де діти не тільки відпочивають, а і ставлять вистави, знімають кіно; щомісячний сімейний театральний клуб, де на одній сцені батьки дивляться виставу, відпочивають, спілкуються з новими друзями, а на іншій сцені малюки грають з Сонечком, дивляться казку, здобувають корисні навички на різноманітних майстер-класах.
Відношення до глядача закладено навіть в деталях – кожен відвідувач отримує іменний квиток: замість традиційно вказаних місць – ім’я глядача.
Під час Революції гідності 2014 року театр опинився у самому центрі подій, й перший час продовжував роботу – актори вдень були на Майдані, а ввечері — на сцені. Заповненісь зали лишалася високою. Актор Олег Щербина після подій Майдану пішов добровольцем на фронт, у зону АТО, через рік служби повернувся працювати до театру. До лав Збройних сили України під час російського вторгнення в Україну 2022 року стали актори театру Олег Щербина, Тетяна Бондаренко, Олексій Власенко.

### Гастролі та фестивалі
У вересні 2019-го зіграли виставу «Методи виховання малих засранців» на фестивалі «VIEfest» у Запоріжжі.
2021-го «Театр на Михайлівській» взяв участь у XXIII Міжнародному театральному фестивалі «Мельпомена Таврії» із виставою «Собачий вальс» за Юрієм Васюком. Робота отримала теплий глядацький прийом, а за рішенням журі, у номінації «Акторська майстерність» була відмічена робота Даниїла Кіна за виконання ролі Собаки.

### Структурні підрозділи
Театр «Сонечко»
Театр «Сонечко» позиціонує себе, як родинний театр, у якому кожен знайде «цікавинки» для себе. Репертуар розрахований на глядачів від 3-х до 12-ти років.
Репертуар театру «Сонечко» розпочався з вистави «Подорож на чарівний острів» за казкою «Чарівний острів» Сесіль Тейлор, яка супроводжує всю діяльність колективу. Вистава лишається в репертуарі з моменту першого показу, влітку 1998-го й до нині (серпень 2023).
Сімейний театральний клуб «В гостях у Сонечка»
2015 року було започатковано Сімейний театральний клуб, виходячи з того, що київські батькі обирають саме театр «Сонечко» для першого театрального досвіду своїх малюків. Клуб розрахований на молодих батьків, які не мають можливості відвідати театр через відсутність доглядача за їх дитинчам. У театрі підійшли до вирішення цого питання: допоки на одній сцені батьки дивляться виставу для дорослих та відпочивають, на іншій сцені діти грають із актором у костюмі Сонечка, переглядають театральну казку, смакують тістечками та соком, проходять майстер-класи з акторської майстерності, ораторського мистецтва, хореографії, рукоділля тощо. За роки існування роль Сонечка виконувала Поліна Кіно, у сезоні 2023/2024 років дебітувала Наталка Соколенко.
Театральний фестиваль «Нова п’єса»
Фестиваль «Нова п’єса» виник з великої кількості заявок на участь у конкурсі «Коронації слова» до номінації «П'єси». «Нова п’єса» виникла як спосіб комунікації між конкурсом та театрами. До участі запроується режисерів, які за обраними текстами проводять читки. До програми фестивалю входять зустрічі з драматургами, майстер-класи. Гостями фестивалю ставали Наталка Ворожбит, Павло Ар'є, Олександр Володарський. 2018 року фестиваль зібрав 20 завлітів, які в його рамках знайомилися із сучасними українськими драматургами.
Театральний фестиваль дитячих студій «Чудасія»
Фестиваль «Чудасія» задумано для підтримки талановитих дітей та їх керівників. Учасниками ставали театри-студії.

## Репертуар

### Новий український театр
- 1998, 12 грудня — «Європа може зачекати!» за п'єсою «Склянка води» Ежена Скріба; реж. Віталій Кіно[7][8]

### Театр на Михайлівській
- 2009, 19 грудня — «Безталанна» за п’єсою Івана Карпенка-Карого; реж. Віталій Кіно[1]
- 2010 — «Беззахисні створіння» за Антоном Чеховим; реж. Віталій Кіно
- 2010 — «Карнавал гріхів» (Шекспіріада)» за Вильямом Шекспіром; реж. Віталій Кіно
- 2010 — «Любовь. Наркотики. Шансон» (Сім чудес крихітки Піаф)» Віталія Кіно; реж. Віталій Кіно
- 2011 — «Три анекдоти на одну тему» Віталія Кіно за оповіданнями Стефана Цвейга, Панаса Мирного та Антона Чехова; реж. Віталій Кіно
- 2012 — «Маленькі комедії великого будинку» Аркадія Арканова та Григорія Горіна; реж. Віталій Кіно
- 2012 — «Еротичні сни нашого міста» за новелами з книжки «Звірослов» Тані Малярчук; реж. Віталій Кіно[1]
- 2013 — «Сватання монтера» Наталки Уварової; реж. Віталій Кіно
- 2014, 27 червня — «Нєвинасимі люди» за п'єсою «Сімейні цінності. Центр» Романа Горбика; реж. Олександра Правосуд
- 2015 — «Що потрібно холостяку» за п'єсою «Соло для двох» Віктора Рибачука; реж. Віталій Кіно
- 2017, 18 травня — «Кефір, зефір і кашемір» за п'єсою «Б'ютіфул лайф» Марини Смілянець; реж. Поліна Кіно[20]
- 2017, 4 листопада — «Інстинкт» Віталій Кіно за мотивами творів Ольги Кобилянської («Рожі», «Земля», «В неділю рано зілля копала», «Природа»); реж. Віталій Кіно
- 2018, 14 квітня — «Методи виховання малих засранців» за п'єсою «Як перетворитися на собаку» Марини Смілянець; реж. Лариса Семирозуменко[21]
- 2019, 19 січня — «Майстри чудес» Марини Смілянець; реж. Віталій Кіно
- 2019, 24 квітня — «Спекотна ніч у „Ігуані“» вистава-концерт Віталія Кіно на музику та вірші Іллі Рибалко; реж. Віталій Кіно
- 2019, 29 серпня — «Собачий вальс» за п'єсою «Собака» Юрія Васюка; реж. Віталій Кіно
- 2021, 25 червня — «Еклери на мільйон» за п’єсою «Люди Forbes» Марина Смілянець; реж. Віталій Кіно[22][23][24][25]
- 2021, 23 липня — «Комедія про ніжне серце» за водевілем «Біда від ніжного серця» Володимира Соллогуба; реж. Віталій Кіно
- 2021, 17 вересня — «Олеся» за драмою Марка Кропивницького; реж. Віталій Кіно[26]
- 2023, 26 квітня — «Хто ти, Максе?» Макса Горді; реж. Макс Горді

### «Сонечко»
- 1998, 1 червня — «Подорож на чарівний острів» за казкою «Чарівний острів» Сесіль Тейлор; реж. Віталій Кіно
- 2003 — «Розповімо казку!» Андрія Воробйова; реж. Віталій Кіно
- 2003 — «Пригоди гномів у Світлофорську» Андрія Воробйова; реж. Віталій Кіно
- 2004, 7 жовтня — «Весенняя сказка» за Григорієм Остером; реж. Віталій Кіно
- 2005, 18 жовтня — «Червона Шапочка та Вогняний Півень» Андрія Воробйова; реж. Віталій Кіно
- 2005, 12 листопада — «Як Левеня та Черепаха пісню співали» за казкою Сергія Козлова; реж. Віталій Кіно
- 2006, 25 листопада — «Зимова казка» Андрія Воробйова; реж. Віталій Кіно
- 2008, 10 жовтня — «Край Лукомор’я» за казками Олександра Пушкіна; реж. Віталій Кіно
- 2010, 23 січня — «Івасик-Телесик» Марка Кропивницького за мотивами однойменной народної казки; реж. Віталій Кіно[1]
- 2011, 24 грудня — «Новорічні пригоди сніговика» Андрія Воробйова; реж. Віталій Кіно
- 2012, 4 липня — «Золоте курчатко» Володимира Орлова; реж. Віталій Кіно
- 2014, 19 липня — «Сонечко рятує світ» Наталі Уварової; реж. Віталій Кіно
- 2015, 19 грудня — «Сніг вирушає у місто» Тетяни Макарової; реж. Віталій Кіно
- 2016, 23 квітня — «Абетка гарних манер» Марини Смілянець; реж. Поліна Кіно[20]
- 2016, 25 серпня — «Країна серйозних» Марини Смілянець; реж. Віталій Кіно[20]
- 2017, 17 вересня — «Мій домашній дикий лис» Марини Смілянець; реж. Віталій Кіно
- «День народження Мурахи» Марини Смілянець; реж. Віталій Кіно
- 2018, 15 грудня — «Сім добрих справ Святого Миколая» Андрія Воробйова; реж. Віталій Кіно
- 2019, 19 січня — «Майстри чудес» Марини Смілянець; реж. Віталій Кіно
- 2020, 20 липня — «Канікули у великому місті» Марина Смілянець; реж. Віталій Кіно[27][28]
- 2023, 15 липня — «Коти-біженці» Людмили Тимошенко та Марини Смілянець; реж. Сергій Дібров[29]

## Творчий склад
Директор-художній керівник
- Кіно Віталій Анатолійович

Режисери
- Грунічева Марія Юріївна
- Кіно Віталій Анатолійович
- Кіно Поліна Віталіївна
- Правосуд Олександра
- Рибалко Ілля Васильович
- Семирозуменко Лариса Миколаївна

Актори
- Білоног Ольга[9]
- Бондаренко Тетяна (з 2010)[13]
- Власенко (Ковтунець) Зоя
- Власенко Олексій[30]
- Гайдамачук Олександр
- Грудій Олексій[9][30]
- Гур'єва Аліса[9]
- Заруцька Наталя[9][30]
- Киреєва Ніна
- Кіно Даниїл Віталійович
- Кіно Поліна Віталіївна[9]
- Колюшко Марія
- Максимюк Максим Володимирович[30]
- Микитин Христина Богданівна (2011-2013)[31][32]
- Пісковський Артур
- Почевалова Віталія
- Прусс Марія[30]
- Рибалко Ілля Васильович[30]
- Сведенюк Владислав
- Снігір Єгор[9]
- Степанюк Дарина
- Сузанський Кирило
- Сушкова Лариса[30]
- Цекало Віктор Євгенович[9]
- Шумська Ірина
- Щербина Олег[1]